# Parkhoningeter
De parkhoningeter (Lichmera indistincta) is een zangvogel uit de familie Meliphagidae (honingeters).

## Verspreiding en leefgebied
Deze soort komt voor in Australië, Indonesië en Nieuw-Guinea en telt vijf ondersoorten:
- L. i. limbata (Indonesische honingeter): van Bali tot Timor (Kleine Soenda-eilanden).
- L. i. nupta: Aru-eilanden (zuidwestelijk van Nieuw-Guinea).
- L. i. melvillensis: Bathursteiland en Melville-eiland (Australië).
- L. i. indistincta: westelijk, centraal en noordelijk Australië.
- L. i. ocularis: zuidelijk Nieuw-Guinea en oostelijk Australië.

## Status
De grootte van de populatie is niet gekwantificeerd maar de soort wordt omschreven als plaatselijk vrij algemeen. Op de Rode lijst van de IUCN heeft deze soort de status niet bedreigd.